# Yu Seong-ryong
Yu Seong-ryong (1542-1607; Hanja:柳成龍, Hangul:유성룡), também frequentemente escrito Ryu Seong-ryong, foi um acadêmico, oficial e primeiro ministro da dinastia Joseon da Coreia. Ele foi um membro da Facção Oriental, e um seguidor de Yi Hwang. Yu nasceu em Uiseong, na província de Gyeongsang, de uma família yangban do clã Pungsan Ryu.